# Departamento de Santa Ana
Santa Ana es un departamento ubicado en la zona occidental de El Salvador, cuya cabecera es la municipalidad de Santa Ana Centro. Cuenta una población estimada en 2023 de aproximadamente 631,804 habitantes. Fue creado el 8 de febrero de 1855, durante la presidencia de José María San Martín.

## Historia

### Época prehispánica
Sedimentos provenientes de la Laguna Cuzcachapa (Chalchuapa), muestran que para alrededor del 2000 a. C. por primera vez ocurre una disminución de árboles y un aumento en la aparición de polen de maíz debido al comienzo de la agricultura. Posteriormente, alrededor del 1,500 a. C., se evidencia que además de la siembra de maíz, hay una tala de bosques, quema de material orgánico y una erosión incrementada, lo que evidencia el comienzo de la sedentarización de las poblaciones.
Para alrededor del 1,200 a. C. hay evidencia de cerámica en Chalchuapa (laguna Cuzcachapa y El Trapiche) y en el sitio arqueológico Finca Rosita (ubicado en Santa Ana); lo que se conoce arqueologicamente como fase Tok, con la que da inicio el período preclásico temprano en el área. Esta cerámica, es muy parecida a la de Chiapas y la costa pacífica de Guatemala, lo que apoya la interpretación de que estos primeros habitantes procedían de la región del litoral pacífico (entre Chiapas y Guatemala), y que probablemente eran hablantes de alguna lengua Zoque y practicantes de la cultura Mokaya.
Desde el período preclásico tardío (650 a. C. a 200 d. C.) al clásico (200 d. C. a 900 d. C.), lo que hoy es el departamento de Santa Ana fue habitado por grupos mayas, muy probablemente hablantes de una lengua del grupo cholano (al que pertenece el chortí) ya que a ese grupo pertenecía la lengua hablada en Kaminaljuyú (en el posclásico tardío) y Copán (en el clásico) que eran lo sitios que tenían gran influencia en las poblaciones del área. Entre los lugares más representativos de esta cultura, en lo que hoy es el departamento, se encuentran los sitios arqueológicos de El Trapiche, Tazumal (en la estructura B1-1) y Casa Blanca (ubicados en Chalchuapa, que fue la ciudad maya más grande, poderosa y dominante en toda la zona occidental). Para el posclásico tardío, dos etnias o pueblos mayas habitaban el departamento de Santa Ana: los chortís, asentados en partes del norte de Metapán; y los poqomames, ubicados en Chalchuapa.
En el periodo posclásico temprano, entre el 900 y 1200, el actual territorio de Santa Ana fue ocupado grupos procedentes de México, posiblemente nahuablantes. Algunos de los cuales se veían influenciados por la cultura tolteca (con su capital en Tula) y que se asentarían en Chalchuapa, donde destaca la pirámide B1-2 de Tazumal; y otros se verían influenciados posiblemente por Cholula, tendrían por capital Cihuatán o Las Marías (sitios ubicados en la jurisdicción de los actuales Aguilares y Quezaltepeque respectivamente) y se asentarían en sitios como Igualtepeque (en el lago de Güija), donde destacan sus petrograbados. Al final de este período, Tazumal sería abandonado, mientras que sitios como Igualtepeque serían destruidos y quemados.
A partir del siglo XIII, a comienzos del período posclásico tardío, el territorio fue ocupado por los pipiles; a la vez que se daría la migración de los mayas pokomames a Chalchuapa. Los pipiles, irían formando el Señorío de Cuzcatlán, al que perteneció la mayor parte del territorio del departamento; dentro de dicho señorío, aquellas poblaciones que habrían tenido el rango de altépetl o provincia (con la ortografía que aparecen en la Relación de Marroquín de 1532) serían: Ciguateguacán (actualmente Santa Ana), Chalchuapa, Metapa (Metapán), Guatepeque (Coatepeque), Atempa (Masahuat), Uxucar (actualmente cantón  Belén Guijat de Metapán), y Tequeastepeque-Tecomaclán (con dos cabeceras, siendo el primero Texistepeque y el segundo actualmente extinto y ubicado por el cerro de igual nombre).

### Época colonial
A partir de 1528, la zona fue conquistada y pacificada por los conquistadores españoles fundadores de la villa de San Salvador, por lo que pasarían a formar parte de la provincia de San Salvador (que a su vez sería parte de la gobernación y luego Capitanía general de Guatemala, en el Virreinato de Nueva España. En 1542, debido a las leyes nuevas, cada una de las poblaciones pasarían a convertirse en los denominados pueblo de indios, que contaban con su respectivo cabildo (dirigido por uno o dos alcaldes ordinarios dependiendo de la población; que se renovaba cada año, y cuyos miembros eran designados por el cabildo anterior, aunque esto podía variar en cada pueblo). Paulatinamente, algunos calpullis de los altépetl antedichos irían constituyéndose como pueblos, por lo que el número de pueblos iría aumentando, así aparecían como pueblos: Santa Lucía Chacalcingo (que desde 1854 sería barrio de Santa Ana), Ostua, Angue, Mazagua, Azacualpa (todos los cuales se extinguirían entre los siglos XVII y XVIII, y cuyos territorios forman parte de Metapán). Asimismo, alguna poblaciones populosas serían divididas para formar los llamados pueblos gemelos, ese fue el caso de Metapán que fue dividido en San Pedro Metapán (la población actual) y Santiago Metapán (extinto). Por otro lado, en el siglo XVIII, se fundaría como reducción de ladinos (mestizos y demás castas, afrodescendientes libres, e indígenas españolizados) la población de Santiago de la Frontera, constituyéndose como pueblo con su propio cabildo.
Desde 1578, las distintas poblaciones pasarían a formar parte de la Alcaldía mayor de San Salvador, en la que uno de sus partidos o tenencias era el de Santa Ana que estaba a cargo de un teniente de alcalde mayor, y que para 1768, según el arzobispo  de Guatemala Pedro Cortés y Larraz, estaba conformado por los curatos (organización religiosa a cargo de un cura párroco) de Santa Ana Grande (que además tenía los pueblos de Santa Lucía Chacalcingo y Coatepeque), Chalchuapa (que además contaba con Atiquizaya), Metapán,  Texistepeque (en donde además estaba San Juan Atecpan Mazagua y San Pedro Chicumqueza; este último, hoy Nueva Concepción, el arzobispo Cortés y Larráz lo trasladaría al curato de Tejutla) y Opico (en el actual departamento de La Libertad, y que además de Opico tenía a Tacachico, Jayaque, Tepecoyo y Sacacoyo).
En 1786, debido a las reformas borbónicas que buscaban mejorar la organización pero sobre todo la recaudación fiscal del territorio, las poblaciones pasarían a formar parte de la Intendencia de San Salvador, en la que se encontraría la subdelegación de Santa Ana (que abarcaba todo el departamento y era dirigido por un subdelegado de la real hacienda), que estaba dividida en dos tenencias o distritos: Santa Ana (que además de esa población incluía a Coatepeque, Chalchuapa, Texistepeque, y Santa Lucía Chacalcingo) y Metapán (con el resto del departamento), ambas a cargo de un teniente subdelegado. En dicha intendencia, el entonces pueblo de Santa Ana pasaría a tener su propio ayuntamiento (igual que las poblaciones españolas, como San Salvador) en 1806, cuya jurisdicción abarcaría la tenencia o distrito homónimo.
A partir del 8 de mayo de 1821, las poblaciones pasarían a formar parte de la Provincia de San Salvador con un jefe político y una diputación provincial según lo estipulado en la Constitución española de 1812, y que tendría la misma organización de la intendencia (la subdelegación de Santa Ana dividida en los distritos de Santa Ana y Metapán). Debido a la Constitución antes mencionada, se abolieron los cabildos de indígenas y ladinos, y se establecieron los ayuntamientos constitucionales (dirigidos por uno dos alcaldes dependiendo de la población; cuyos miembros serían electos cada año por la población de forma indirecta; las poblaciones donde se establecieron esos ayuntamientos fueron: Santa Ana, Metapán, Texistepeque, Chalchuapa, y Coatepeque.

### Pos-independencia
El 15 de septiembre de 1821, la antigua Capitanía general de Guatemala declararía su independencia de España. La noticia de ese acontecimiento llegaría a Santa Ana el 20 de septiembre, y a Metapán el 25 septiembre.
El 30 de noviembre de 1821, la Junta Provisional Consultiva de Guatemala enviaría una comunicación a todos los ayuntamientos constitucionales de la antigua Capitanía general de Guatemala para que en cabildo abierto votasen sobre sí decidían unirse al Imperio mexicano. Algunos ayuntamientos no realizaron dicho cabildo abierto, ya sea por decisión propia o porque no recibieron el oficio respectivo. El 5 de enero de 1822, la Junta Provisional Consultiva contabilizó los votos, resultando en 104 a favor de la anexión, 11 que la condicionaban, 32 que dejaban la decisión en manos de la junta, 21 que consideraban que el congreso era quien tenía que decidir, y 2 que votaron en contra (San Salvador y San Vicente); de las demás poblaciones que se sabe realizaron el cabildo, se conoce el resultado de unas, entre las cuales está el de Santa Ana que se decidió por la anexión. Debido a ello, las autoridades de la provincia de San Salvador, encabezadas por el presbítero José Matías Delgado, separarían la provincia de San Salvador de la antigua Capitanía general de Guatemala, se enfrentarían a las tropas provenientes de México y establecerían su propio congreso (en la que estuvieron como diputados por el distrito de Metapán Juan Castaneda y Pedro José Cuéllar); hasta que la provincia fue anexada a la fuerza el 9 de febrero de 1823. Sin embargo, el Imperio mexicano caería y en Guatemala se reunirían los diputados de las distintas provincias que el 1 de julio de ese año declararían la independencia absoluta de las Provincias Unidas del Centro de América.
A partir del decreto de la Asamblea Nacional Constituyente de las Provincias Unidas del Centro de América del 30 de julio de 1823 los ayuntamientos constitucionales pasaron a denominarse municipalidades; y con el decreto, del mismo cuerpo constituyente, del 10 de mayo de 1824 se establecerían también en poblaciones con menos de 1000 habitantes.

### Durante la República Federal de Centroamérica
El 12 de junio de 1824, con la entraría en vigencia la vigencia la primera Constitución salvadoreña, que unió la Alcaldía Mayor de Sonsonate (que abarcaba los actuales departamentos de Sonsonate y  Ahuachapán) y la Provincia de San Salvador en el Estado de El Salvador, que sería parte de la República Federal de Centroamérica.
La Constitución estatal estableció que las poblaciones (a excepción del distrito de Metapán, que sería parte del departamento de San Salvador) pasarían a integrar el departamento de Sonsonate, junto a las que habían formado la alcaldía mayor sonsonateca; los diputados constitucionales tomaron esa decisión como castigo debido a que el ayuntamiento de Santa Ana había apoyado la anexión a México y había buscado unirse a la alcaldía mayor sonsonateca (que también estaba a favor de la anexión). Por lo que el nuevo departamento estaría formado por los distritos de Sonsonate (con los 23 municipios de la anterior alcaldía mayor) y Santa Ana (con Santa Ana, Santa Lucía Chacalcingo, Chalchuapa, Coatepeque y Texistepeque). El departamento estaba a cargo de un jefe político intendente, los distritos (que tenían funciones administrativas, judiciales y electorales) del alcalde de primer voto de la cabecera (que además tenía el título de jefe de distrito), y los municipios de dos alcaldes que con la mitad del concejo municipal se renovaban cada año.
El 22 de enero de 1835, San Salvador sería declarada como capital de la Federación y San Vicente se convierte en la capital estatal; debido a ello, se crea el distrito federal, y se disuelve el departamento de San Salvador (lo que sería así hasta el 30 de julio de 1839 se decide disolver el distrito federal); por ello, el distrito de Metapán (con los municipios de Metapán y Atempa Mazahuat, hoy Masahuat), pasaría a formar parte del departamento de Sonsonate (que a partir de entonces cubriría toda la zona occidental), cuya cabecera, a partir de ese momento, pasaría a ser Santa Ana.

### Pos-federación y actualidad
El 22 de febrero de 1841 El Salvador asume su soberanía y declara disuelta la unión centroamericana con la entrada en vigencia de la Constitución de ese año; pero será hasta el 25 de enero de 1859, cuando por decreto legislativo, se oficialice su calidad de república libre, soberana e independiente. A partir de 1841 el jefe político intendente del departamento pasaría a tener el título de gobernador; el 9 de diciembre de 1855 se les quitaría las funciones judiciales a los alcaldes y se decretaría que sólo habría uno por municipio; las elecciones de los concejos municipales serían de forma indirecta hasta que el 29 de abril de 1875 la ley del régimen municipal estableció la elección directa; asimismo, los concejos municipales durarían un año hasta que en 1927 se estableció fijamente la duración en 2 años, y luego en la Constitución de 1983 se fijó en 3 años.
El 8 de febrero de 1855, la cámara de senadores, considerando que el departamento de Sonsonate tenía una área de 600 leguas cuadradas, una población de más de 80,000 habitantes, que era dividida de oriente a occidente por una cordillera que tenía caminos intransitables en el invierno que no permitían a los gobernadores visitar las poblaciones con la debida frecuencia  y que las poblaciones al sur de la cordillera deseaban formar su propio departamento, formaron un decreto legislativo que dividió el departamento de Sonsonate en dos: el de Sonsonate y el de Santa Ana. El decreto fue aceptado por la cámara de diputados en el 19 de febrero y fue ejecutado por el presidente José María San Martín como decreto legislativo del 22 de febrero.
El departamento recién formado incluiría las poblaciones de Chalchuapa, Coatepeque, Texistepeque, Metapán, Masahuat, y las poblaciones que hoy forman el departamento de Ahuachapán, que son: Atiquizaya, Ahuachapán, Ataco, Tacuba, y San Lorenzo.
En el primer mes completo de existencia del departamento, el estado de los fondos de sus municipalidades (no incluyendo las de Atiquizaya, Masahuat y Santiago que no remitieron sus estados o las de Tacuba y San Lorenzo que carecían de fondos) era: 627 pesos con 5 reales de ingresos y 299 pesos con 4 1/4 reales de egresos, dejando un total de 34 pesos con 6 1/4 reales.
El 16 de abril de 1855, el gobierno empezó una visita oficial a los Departamentos de Cuscatlán, Santa Ana, Sonsonate y San Salvador comenzando desde San Salvador y siguiendo por Suchitoto, Chalatenango, y Tejutla antes de llegar a unas de las poblaciones que nuevamente formaban el departamento que eran Metapán, Santa Ana y Ahuachapán, y siguiendo a Sonsonate, Izalco y Guaymoco. Este es la primera visita oficial conducida por el gobierno al departamento tras su formación. En el 4 de mayo, el presidente con sus ministros y oficiales de gobierno llegaron a Metapán desde Chicunhueso. Permaneció ahí hasta el 6 de mayo. En el 7 salió para Texistepeque, donde fue recibido por el gobernador departamental quien le presentó un escuadrón de 500 hombres que lo acompañaron. El 8 salió a Santa Ana acompañado de varios vecinos de Texistepeque y el gobernador. Permaneció en Santa Ana, visitando los edificios públicos, asistiendo a exámenes de la escuela de niños y la de niñas y cediendo arbitrios a la población. El 9 de mayo don Santos Berdugo leyó un discurso antes de un examen de escuela en presencia del presidente. En la noche fue obsequiado con un baile asistido por los principales vecinos. El 11 de mayo, el presidente acompañado de algunos amigos, visitó Coatepeque donde y volvió en la noche. Llegó a Chalchuapa en el 12 donde durante la visita de la escuela pública de Chalchuapa, el estudiante Felipe Betancur leyó un discurso al presidente. A la municipalidad de Chalchuapa le dio auxilio para gastos para obras públicas, especialmente para la conclusión de un puente que conducía a la aldea de Chingo. Siguió a Atiquizaya donde igual examinó las escuelas. En la mañana del 13 de mayo se dirigió a Ahuachapán, visitando el Valle del Rincón donde vio una escuela de como 30 a 40 niños que aún con su mal estado dio buenas pruebas, por esto acordó darle una mejor dotación al preceptor y que se invirtiese dinero en la escuela. Llegaron a Ahuachapán en la tarde del 13 de mayo, ahí el presidente fue recibido por un himno compuesto en su honor. Permaneció ahí hasta el 15. En el 16 de mayo, salió del departamento para Nahuizalco.
El 9 de febrero de 1869, la cámara de diputados, considerando que los distritos de Ahuachapán y Atiquizaya tenían el suficiente número de habitantes para formar un departamento y que su separación del departamento de Santa Ana beneficiaría su administración, formaron un decreto para segregarlos del departamento de Santa Ana y formar el departamento de Ahuachapán. El decreto fue aceptado por la cámara de senadores en el 12 de febrero y fue ejecutado por el presidente Francisco Dueñas como decreto legislativo del 13 de febrero. Por lo que el departamento santaneco estaría conformado por los distritos de Santa Ana (con los municipios de Santa Ana, Coatepeque,  Chalchuapa,  y Texistepeque) y Metapán (con Metapán, Masahuat, y Santiago de la Frontera).
En 1885 se crearía el distrito de Chalchuapa, conformado po el municipio homónimo y los municipios de Candelaria de la Frontera (creado el 1 de marzo de 1882 y separado del de Santa Ana), El Porvenir (fundado el 7 de agosto de 1882) y San Sebastián Salitrillo (creado el 7 de septiembre de 1885; y tanto este como el anterior fueron separados de Chalchuapa).
El 28 de junio de 1916 se crearía el municipio de Santa Rosa Guachipilín en el distrito de Metapán, que se lo separaría del municipio de Metapán. Más adelante, el 20 de marzo de 1933 se establecería el municipio de El Congo en el distrito de Santa Ana, separandolo del municipio de Coatepeque. Posteriormente, el 13 de noviembre de 1945 se fundaría el municipio de San Antonio Pajonal en el distrito de Metapán, y que sería separado del municipio de Santiago de la Frontera. Con ello, el departamento llega a tener en total 3 distritos y 13 municipios. A partir de fines de la década de 1940, los distritos, tal como fueron concebidos originalmente, empezarían a perder significación práctica a favor de los departamentos, siendo en las décadas siguientes olvidados en la definición de nuevas unidades territoriales.
El 13 de junio de 2023 la Asamblea Legislativa de El Salvador aprobó la Ley Especial para la Reestructuración Municipal, con la cual los municipios del departamento pasarían a ser distritos de 4 nuevos municipios, que son nombrados según su ubicación en el departamento. Esta nueva ley sería ratificada por el presidente Nayib Bukele el 14 de junio y publicada ese mismo día en el Diario oficial N.º 110, Tomo N.º 439.

## Geografía
El departamento de Santa Ana limita al norte con el departamento de Jutiapa (en Guatemala) y parte del departamento de Chalatenango; al este con los departamentos de Chalatenango y La Libertad; al sur con el departamento de Sonsonate y al oeste con el departamento de Ahuachapán y la República de Guatemala.
Se encuentra a una altitud de entre 500 y 3000 metros sobre el nivel del mar; y es surcado por tres cordilleras, las cuales son: Alotepeque-Metapán, Apanéca y Mita-Comecayo. Los volcanes más importantes son el volcán de Santa Ana o Ilamatepec 2,381 m s. n. m. y el volcán Chingo. Entre los cerros más importantes están el Cerro Verde 2,030 m s. n. m., aunque en realidad se trata de un volcán extinto; y el Cerro Montecristo 2,418 m s. n. m. Los principales ríos del departamento son: el río Lempa, el río Guajoyo y el río Suquiapa.
Dos lagos de gran importancia turística y económica se encuentran en el departamento, estos son: el lago de Güija, ubicado cerca de Metapán; y el lago de Coatepeque, que está ubicado en la parte sur de este departamento.

## Religión
| Religión en Santa Ana (2023) | Religión en Santa Ana (2023) | Religión en Santa Ana (2023) | Religión en Santa Ana (2023) | Religión en Santa Ana (2023) |
| ---------------------------- | ---------------------------- | ---------------------------- | ---------------------------- | ---------------------------- |
| Religión                     | Religión                     |                              | Porcentaje                   | Porcentaje                   |
| Catolicismo                  | Catolicismo                  |                              | 45 %                         | 45 %                         |
| Protestantismo               | Protestantismo               |                              | 42 %                         | 42 %                         |
| Sin Religión                 | Sin Religión                 |                              | 9 %                          | 9 %                          |
| Otras religiones             | Otras religiones             |                              | 4 %                          | 4 %                          |

En Santa Ana hay 2 religiones que se practican mucho, siendo éstas el catolicismo y el protestantismo. El catolicismo representa el 45% de la población y el protestantismo representa el 45%, dividido en muchas denominaciones; el 9% de la población no pertenece a ninguna religión y el 4% pertenece a otras religiones.

## Demografía
| Demografía de Santa Ana | Demografía de Santa Ana | Demografía de Santa Ana | Demografía de Santa Ana | Demografía de Santa Ana |
| ----------------------- | ----------------------- | ----------------------- | ----------------------- | ----------------------- |
| Raza                    | Raza                    |                         | Porcentaje              | Porcentaje              |
| Mestizos                | Mestizos                |                         | 87.59 %                 | 87.59 %                 |
| blancos                 | blancos                 |                         | 11.88 %                 | 11.88 %                 |
| Otros                   | Otros                   |                         | 0.28 %                  | 0.28 %                  |
| Negros                  | Negros                  |                         | 0.21 %                  | 0.21 %                  |
| Indígenas               | Indígenas               |                         | 0.04 %                  | 0.04 %                  |

El departamento de Santa Ana de acuerdo con el censo de población de 2007, en términos de raza el departamento tenía:
- 87.59% Mestizos
- 11.88% blancos
- 0.28% Otros
- 0.21% Negros
- 0.04% Indígenas

## Gobierno y división administrativa
El departamento es representado en la Asamblea Legislativa por 5 diputados propietarios y 5 diputados suplentes electos democráticamente.
El gobernador departamental reside en la ciudad de Santa Ana y es designado para ese cargo por el presidente de la república. Mientras que cada uno de los municipios es gobernado por un concejo municipal integrado por un alcalde, un síndico y regidores o concejales (cuyo número depende de la población en sus respectivos municipios) y que a partir de 2024 designan a un jefe o director para administrar cada uno de los distritos (anteriormente municipios) que conforma alguna de las 4 municipalidades.
| Lista de Gobernadores desde el año 1991 | Lista de Gobernadores desde el año 1991 | Lista de Gobernadores desde el año 1991 |
| Período                                 | Nombre del gobernador                   |                                         |
| --------------------------------------- | --------------------------------------- | --------------------------------------- |
| 1991 - 1998                             | José Miguel Lemus Martel                |                                         |
| 1998 - 1999                             | Luis Germán Dueñas                      |                                         |
| 1999 - 2003                             | Juan Miguel Bolaños                     |                                         |
| 2003 - 2006                             | Gerardo Escalón                         |                                         |
| 2006 - 2008                             | Alfredo Lemus                           |                                         |
| 2008 - 2009                             | Mario Roberto Paz                       |                                         |
| 2009 - 2011                             | Patricia Carolina Costa                 |                                         |
| 2011 - 2014                             | Mario Jovel                             |                                         |
| 2014 - 2019                             | Gilberto Delgado                        |                                         |
| 2020 -                                  | Óscar Monzón                            |                                         |

### Municipios y Distritos

#### Organización original hasta 2023

Municipios de Santa Ana enumerados de acuerdo con la tabla.

Hasta el año de 2023, el Departamento de Santa Ana se encontraba dividido en los siguientes 13 municipios:
|    | Municipio                 | Territorio | Población    | Densidad |
| -- | ------------------------- | ---------- | ------------ | -------- |
| 1  | Candelaria de la Frontera | 91,13 km²  | 33 550 hab.  | 368,2    |
| 2  | Chalchuapa                | 165,58 km² | 86 200 hab.  | 520,0    |
| 3  | Coatepeque                | 165,76 km² | 48 544 hab.  | 382,7    |
| 4  | El Congo                  | 91,43 km²  | 22 274 hab.  | 243,6    |
| 5  | El Porvenir               | 52,52 km²  | 7 819 hab.   | 148,9    |
| 6  | Masahuat                  | 71,23 km²  | 5 125 hab.   | 72,0     |
| 7  | Metapán                   | 668,36 km² | 59 499 hab.  | 89,0     |
| 8  | San Antonio Pajonal       | 51,92 km²  | 4 574 hab.   | 88,1     |
| 9  | San Sebastián Salitrillo  | 42,23 km²  | 16 688 hab.  | 394,3    |
| 10 | Santa Ana                 | 408,05 km² | 309 568 hab. | 653,8    |
| 11 | Santa Rosa Guachipilín    | 38,41 km²  | 7 909 hab.   | 205,9    |
| 12 | Santiago de la Frontera   | 44,22 km²  | 9 150 hab.   | 206,9    |
| 13 | Texistepeque              | 178,97 km² | 20 904 hab.  | 116,8    |

Fuente: Directorio Municipal de la Fundación Dr. Guillermo Manuel Ungo
Los municipios, estaban en principio agrupados en los siguientes distritos (que tenía funciones políticas, judiciales y administrativas, aunque fueran perdiendo importancia con el transcurso del tiempo), estos eran:
- Distrito de Santa Ana (formado por los municipios: Santa Ana, Texistepeque, Coatepeque y El Congo).
- Distrito de Metapán (formado por los municipios: Metapán, Masahuat, San Antonio Pajonal, Santiago de la Frontera y Santa Rosa Guachipilín).
- Distrito de Chalchuapa (formado por los municipios: Chalchuapa, Candelaria de la Frontera, El Porvenir y San Sebastián Salitrillo).

#### Organización desde 2023
A partir de la entrada en vigencia de Ley Especial para la Reestructuración Municipal, aprobada por la Asamblea Legislativa de El Salvador el 13 de junio de 2023, ratificada por el presidente Nayib Bukele el 14 de junio y publicada el mismo día en el Diario oficial N.º 110, Tomo N.º 439), los antiguos municipios pasarían a ser distritos de 4 municipios (nombrados por su ubicación en el departamento), de la siguiente manera:
| N.° | Municipio        | Distritos |
| --- | ---------------- | --- |
| 1   | Santa Ana Norte  | - Masahuat - Metapán - Santa Rosa Guachipilín - Texistepeque                                                                      |
| 2   | Santa Ana Centro | - Santa Ana |
| 3   | Santa Ana Este   | - Coatepeque - El Congo |
| 4   | Santa Ana Oeste  | - Candelaria de la Frontera - Chalchuapa - El Porvenir - San Antonio Pajonal - San Sebastián Salitrillo - Santiago de la Frontera |

## Economía
Los productos agrícolas más cultivados son: granos básicos, café, caña de azúcar, pastos, plantas hortenses, semillas oleaginosas (especialmente maní), yuca, patata, tabaco, algodón, cocotero, guineo, plátano, frutas cítricas y otras; flores, sandía y melón.
También se desarrolla la ganadería bovina, equina, porcina, caprina y mular. En este departamento existe el distrito minero de mayor producción nacional, específicamente en el municipio de Metapán, donde en un área de 100 km² se explotan yacimientos de cobre, plomo, hierro, zinc, plata, jaspe, arenisca, pizarra, caliza, magnetita, limonita, hematita, goethita y mercurio.
Existen fábricas de productos alimenticios, bebidas alcohólicas, gaseosas, hilos, hilazas y muebles, papel, fósforos, fertilizantes, insecticidas, pinturas, barnices, lacas, productos farmacéuticos, velas y cestería. La ciudad de Santa Ana es el segundo centro industrial del país.
El departamento de Santa Ana es uno de los principales productores de café a nivel nacional. El sector comercial ha experimentado un gran crecimiento en todo el departamento, motivado en gran medida por la inversión privada, esta es reflejada en la ciudad de Santa Ana, principal centro comercial del occidente del país y segundo en importancia de El Salvador.

### Turismo y desarrollo

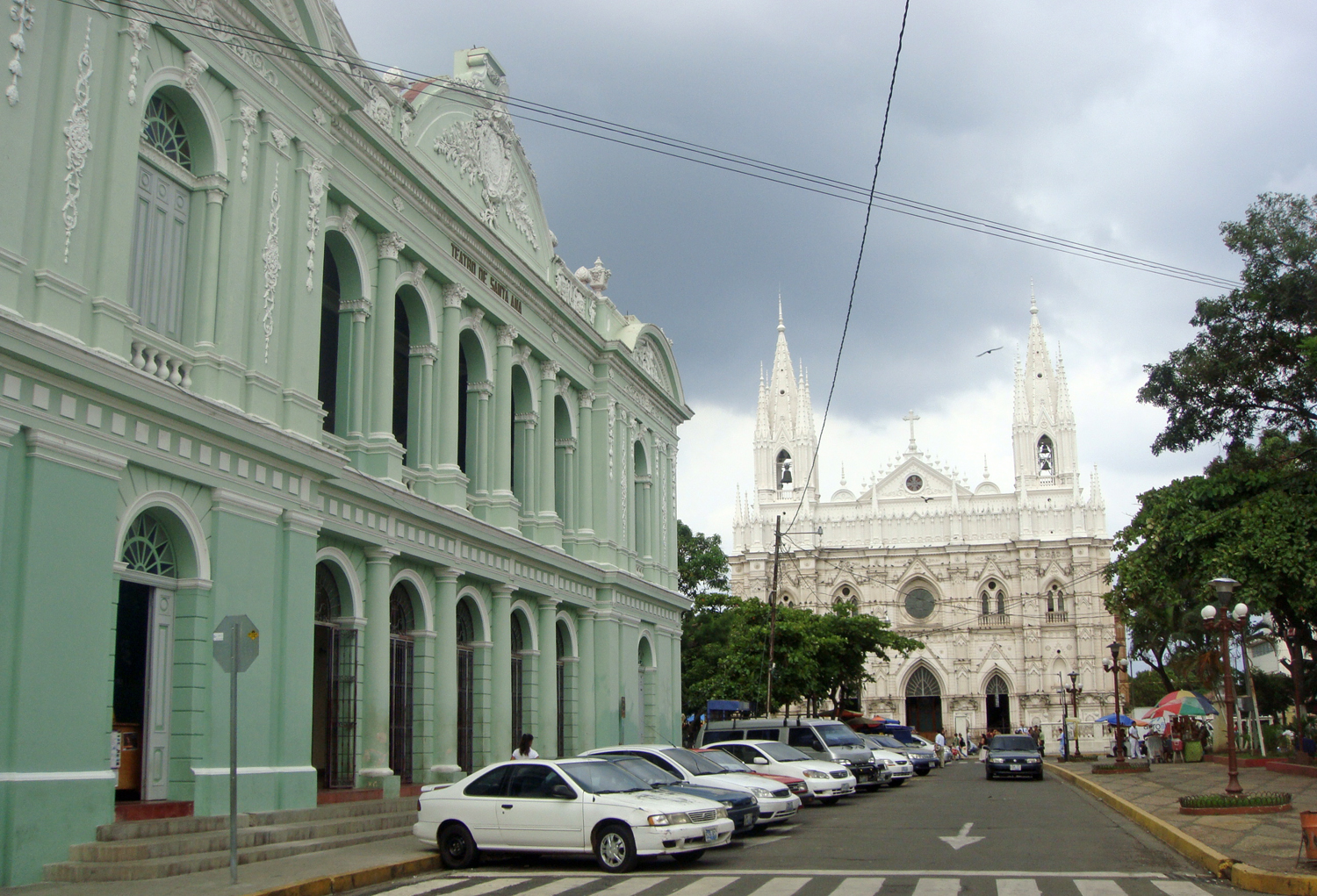
Teatro de Santa Ana y la Catedral de Santa Ana.

Los sitios turísticos más destacables son los turicentros de Sihuatehuacán y Cerro Verde, los lagos de Coatepeque y Güija, la presa hidroeléctrica del Guajoyo, los bosques de Montecristo y San Diego, las iglesias coloniales de Metapán, Chalchuapa, Texistepeque y Ostúa, la Catedral de Santa Ana, el Teatro de Santa Ana, los balnearios del Trapiche, Galeano, el Coco y los milagros, las lagunas de Cuzcachapa y Metapán.
En el departamento de Santa Ana se encuentran tres sitios precolombinos ubicados en Chalchuapa y que han sido declarados monumentos nacionales. El Trapiche, uno de los sitios más antiguos de Chalchuapa que es famoso por su pirámide principal de 21 metros similar arquitectónicamente con la pirámide de la Venta; Casa Blanca, un centro ceremonial político con 6 estructuras; y Tazumal, el más grande e importante por su tamaño y majestuosidad de sus dos estructuras principales, tanto que su imagen estaba en un billete de la moneda nacional (hoy ya reemplazada por el dólar estadounidense) el colón.

## Galería

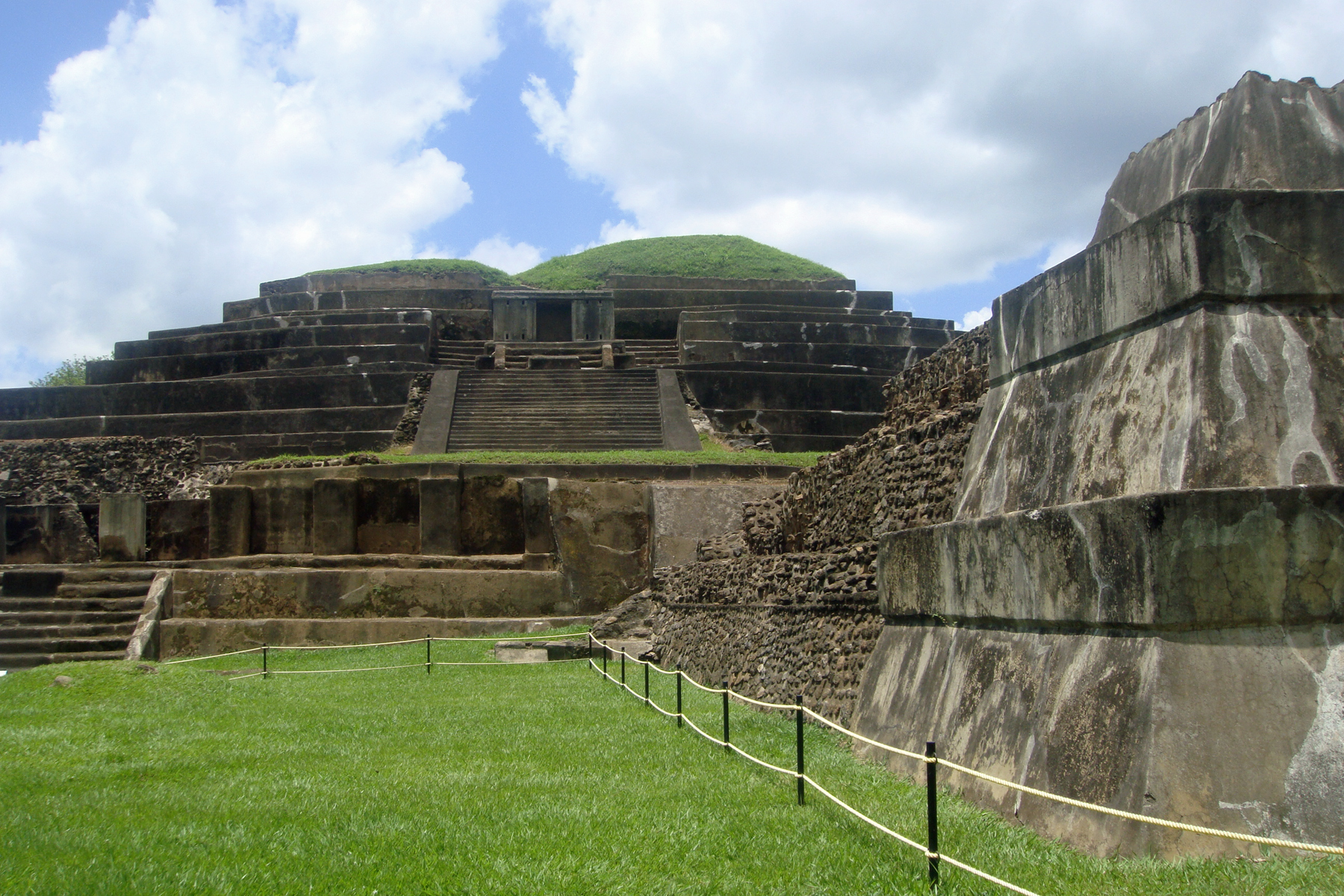
La estructura principal de Tazumal, es una pirámide (Estructura B1-1), construida en trece etapas diferentes -entre los años 100 y 800 d. C. - sobre una plataforma rectangular terraceada que alcanza los 24 m de altura.

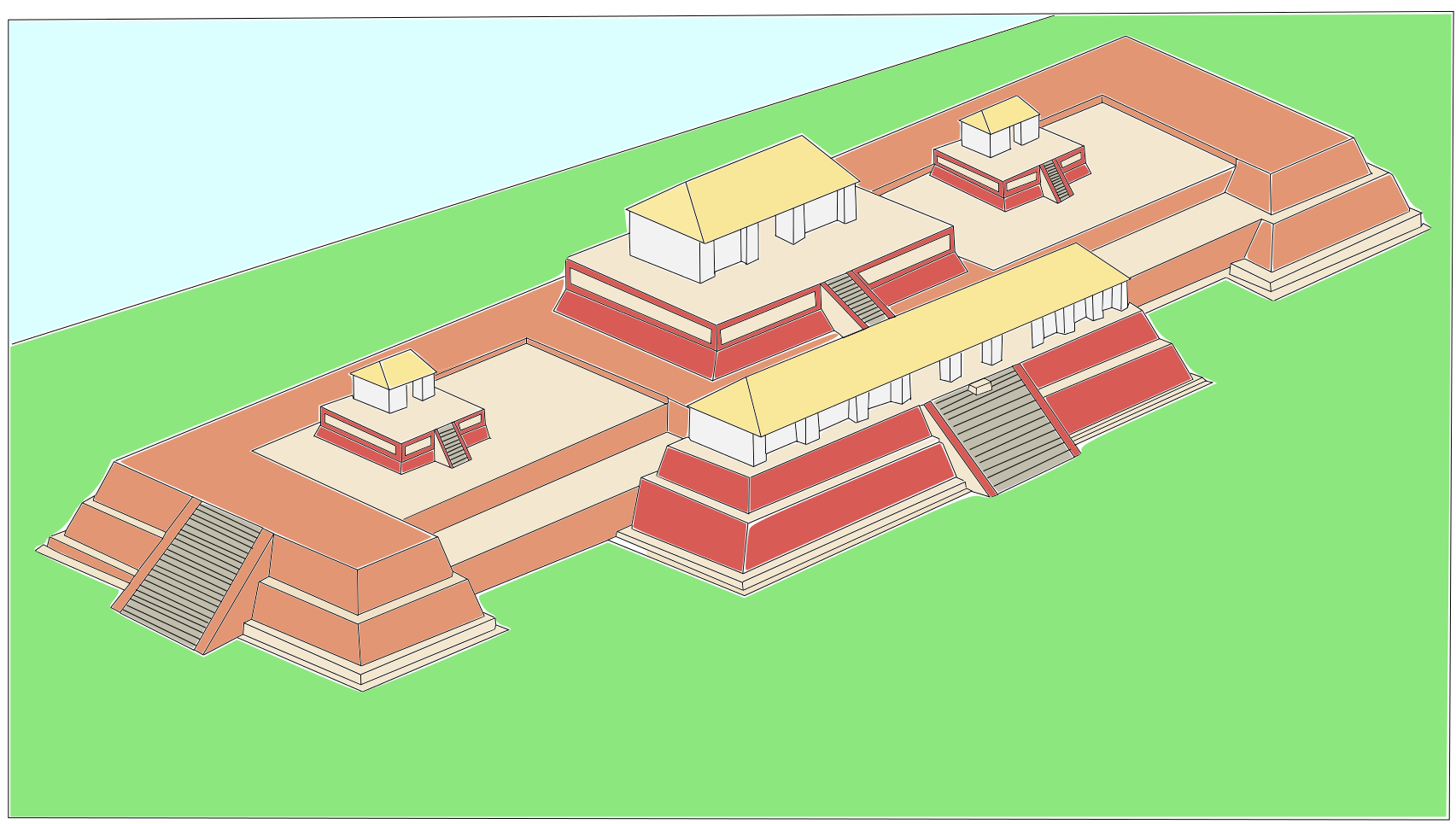
Reconstrucción de como se vería estructura B1-1 del sitio arqueológico Tazumal en la etapa B1-1d-III, en el período Clásico Temprano después de la erupción del Lago de Ilopango. Imagen basada en el dibujo y estudio del arqueólogo japonés Shione Shibata.

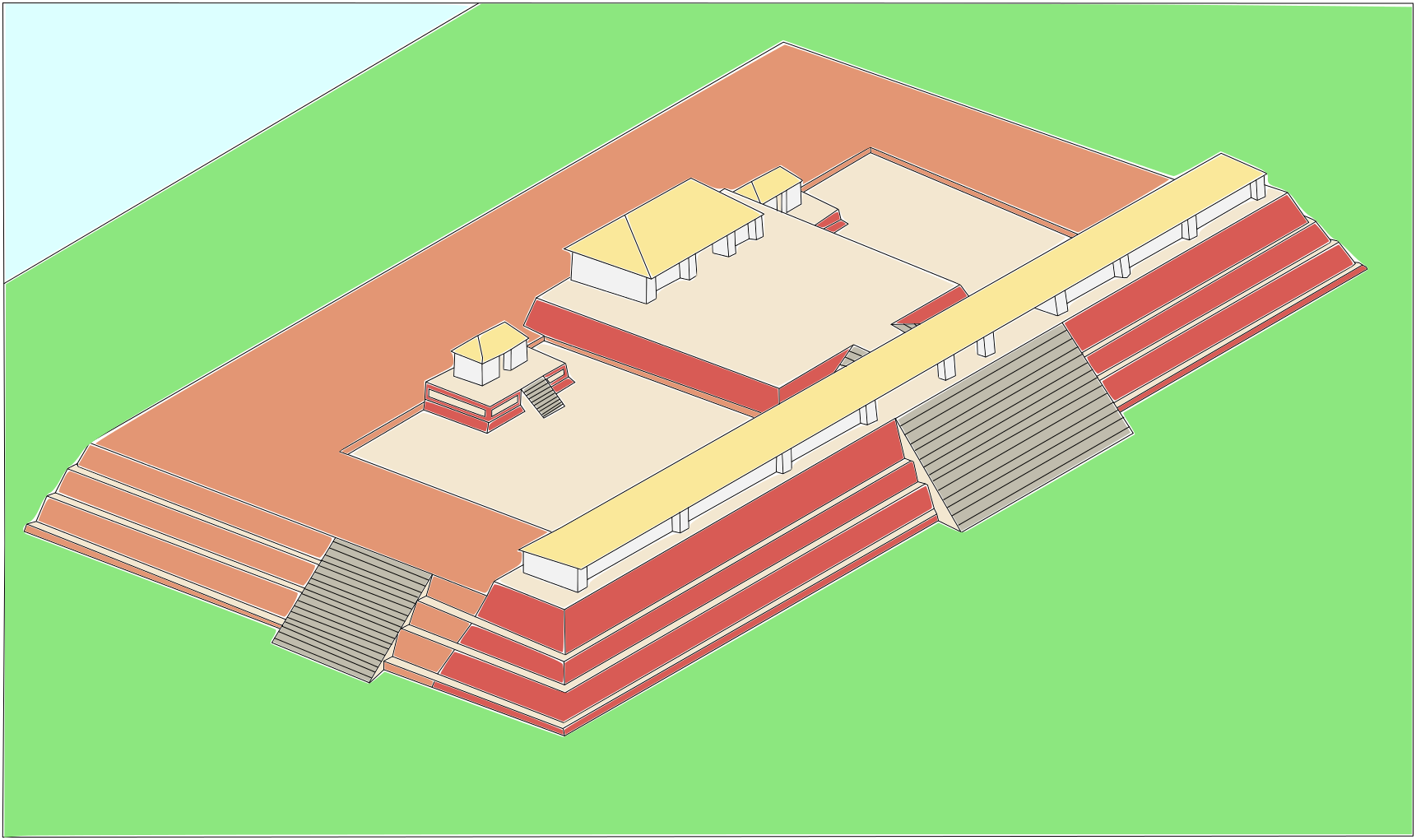
Reconstrucción de como se vería la estructura B1-1 del sitio arqueológico Tazumal en la etapa B1-1d-VII, a finales del período Clásico Temprano. Imagen basada en el dibujo y estudio del arqueólogo japonés Shione Shibata.

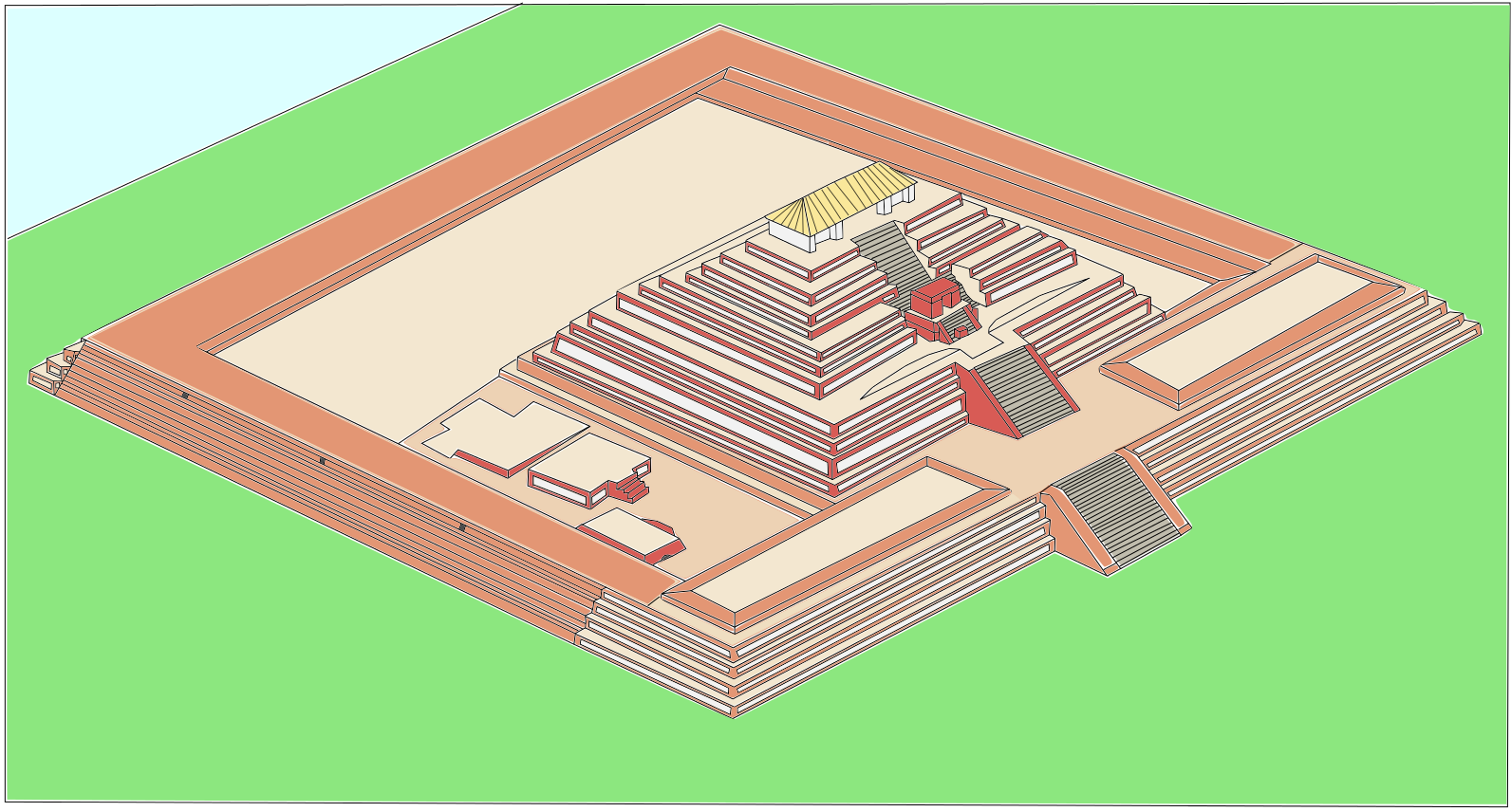
Reconstrucción de como se vería la estructura B1-1 del sitio arqueológico Tazumal, en el período Clásico tardío. Imagen basada en el dibujo y estudio del arqueólogo japonés Shione Shibata.

## Vías de comunicación
Cuenta con numerosas carreteras pavimentadas, entre las que destaca la carretera panamericana (CA-1), que atraviesa la ciudad de Santa Ana comunicándola por un lado con la ciudad de San Salvador y por el otro con Candelaria de la Frontera y la república de Guatemala (de esta vía, se desprende la carretera que conduce a Chalchuapa). Otra importante vía es la que se encuentra entre Sonsonate y Metapán (CA-12).